# Adieu monsieur le professeur
Adieu monsieur le professeur est une chanson écrite par Vline Buggy et Hugues Aufray, composée par Jean-Pierre Bourtayre et interprétée par Hugues Aufray. Elle sort en 45 tours en 1968.
La source d'inspiration de la chanson est le départ à la retraite de l'instituteur de la fille d'Hugues Aufray.

## Reprises
Elle est reprise en 2004 par la quatrième saison de Star Academy et se classe en tête du Top 50. Cette version est incluse dans l'album Solidarité Asie vendu au profit de l'organisation humanitaire Action contre la faim en 2005.
Le 17 juin 2006, les enfants de l'école du village de Peillac chantent cette chanson lors du départ à la retraite de leur instituteur. La SACEM prétend alors réclamer 75 € à l'école au titre des droits d'auteurs. Les médias s'emparent de cette histoire, et Hugues Aufray décide de payer lui-même la facture à la SACEM, marquant ainsi son éventuel désaccord, tout en ayant rappelé la légalité de l'intervention de la SACEM et la légitimité de la juste rémunération des créateurs de musique, par respect des droits d'auteur d'autrui.
Le 18 octobre 2020, la chanson est interprétée par Phorin et reprise par la foule place de la République à Paris, lors de l'hommage rendu à Samuel Paty, professeur d'histoire-géographie assassiné à Conflans-Sainte-Honorine,,.

## Paroles
Les enfants font une farandole

Et le vieux maître est tout ému

Demain il va quitter sa chère école

Sur cette estrade il ne montera plus

Adieu monsieur le professeur

On ne vous oubliera jamais

Et tout au fond de notre cœur

Ces mots sont écrits à la craie

Nous vous offrons ces quelques fleurs

Pour dire combien on vous aimait

On ne vous oubliera jamais

Adieu monsieur le professeur

Une larme est tombée sur sa main

Seul dans la classe il s'est assis

Il en a vu défiler des gamins

Qu'il a aimés tout au long de sa vie

Adieu monsieur le professeur

On ne vous oubliera jamais

Et tout au fond de notre cœur

Ces mots sont écrits à la craie

Nous vous offrons ces quelques fleurs

Pour dire combien on vous aimait

On ne vous oubliera jamais

Adieu monsieur...